# مامش

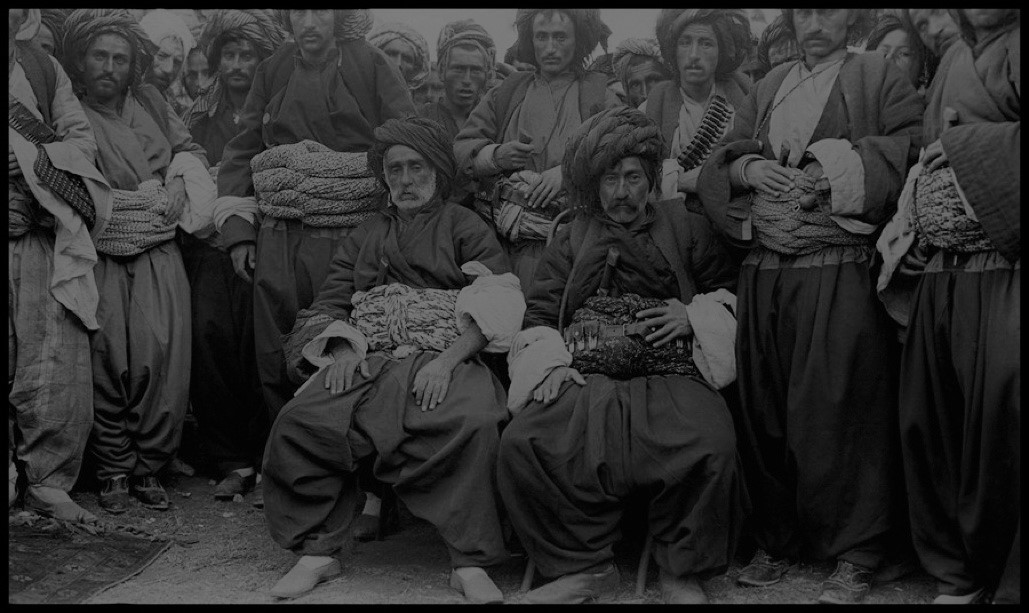
از چپ محمد امین اغای پیران از راست حمزاغای مامش

مامش نام یکی از ایل‌های کرد ایران است. مامش از ایل‌های مکری ساکن در منطقه نقده، مهاباد، پیرانشهر و پسوه و بوکان واقع در استان آذربایجان غربی ایران است که اکنون یک‌جانشین هستند.

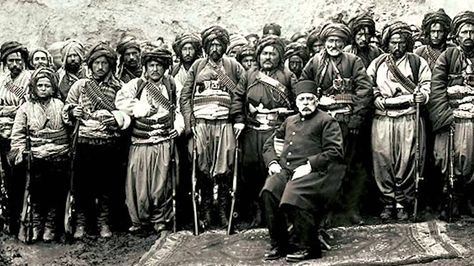
سران عشایر ایل پیران از راست سوم نفر محمد امین اغای پیران پنجم نفر از راست حمزاغای مامش

ایل مامش در سرزمین کوهستانی دشت لاجان میان پیرانشهر  تا مهاباد، اشنویه زندگی می‌کنند.
این ایل در سرزمینی که از شمال به «اشنویه» و از جنوب به «پیرانشهر» و از مشرق به مهاباد و آبادی‌های پیرامون سقِّز و از مغرب به «اشنویه» پیوسته‌است در یکصد و سی روستا زندگی می‌کنند. این ایل مسلمان سنی شافعی هستند.
- حدود ۱۸۸۰ قبیله مامش و منگور پیران همکاری ایل هرکی به یاری شیخ عبیدالله نهری به قیام شیخ عبیدالله دست زدند.